# Сармин
Сарми́н (араб. سرمين‎) — город на северо-западе Сирии, расположенный на территории мухафазы Идлиб. Входит в состав района Идлиб. Является административным центром одноимённой нахии.

## История
14 сентября 1115 года в окрестностях Сармина произошло сражение между армией крестоносцев, возглавляемой Рожером Салернским и сельджукским войском во главе с Бурзуком бин Бурзуком, закончившееся поражением сельджуков. Город упоминается в трудах Якута аль-Хамави, как небольшой городок, населённый исмаилитами. В 1355 году Сармин посетил знаменитый путешественник Ибн Баттута.

## Географическое положение
Город находится в северо-восточной части мухафазы, на высоте 508 метров над уровнем моря.

Сармин расположен на расстоянии приблизительно 7 километров к востоку-юго-востоку (ESE) от Идлиба, административного центра провинции и на расстоянии 262 километров к северо-северо-востоку (NNE) от Дамаска, столицы страны.

## Население
По данным официальной переписи 2004 года численность населения города составляла 14 530 человек (7523 мужчины и 7007 женщин).

## Транспорт
Ближайший гражданский аэропорт — Международный аэропорт Алеппо.